# Nikolai Antonowitsch Puschin

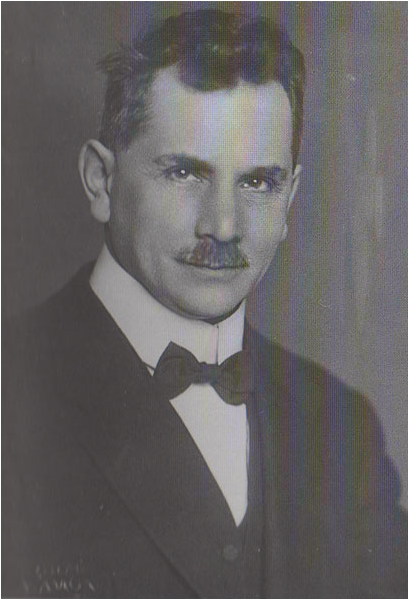
Nikolai Antonowitsch Puschin (1925)

Nikolai Antonowitsch Puschin (russisch Николай Антонович Пушин; * 7. Februarjul. / 19. Februar 1875greg. in Saratow; † 23. Oktober 1947 in Belgrad) war ein russisch-jugoslawischer Chemiker und Hochschullehrer.

## Leben
Puschin schloss 1894 das Saratower Gymnasium ab und studierte dann an der physikalisch-mathematischen Fakultät der Universität St. Petersburg. 1898 schloss er das Studium mit einem 1. Klasse-Diplom ab. Dann begann er auf Einladung Nikolai Kurnakows, Professor am St. Petersburger Elektrotechnik-Institut (ETI), seine Lehr- und Forschungstätigkeit am ETI. Auf Initiative A. A. Krakaus wurde unter Mitwirkung Puschins im ETI die Abteilung für Elektrochemie gegründet, die bis 1930 bestand. 1900–1904 untersuchte Puschin die Phasengleichgewichte metallischer Systeme und veröffentlichte mit den Ergebnissen die erarbeiteten Phasendiagramme. Dafür erhielt er den Beketow-Preis. Dazu bestimmte er die Effekte hoher Drücke auf die Gleichgewichte binärer Systeme. 1907 nahm Puschin am 1. Mendelejew-Kongress für Allgemeine und Angewandte Chemie des ETI in St. Petersburg teil.

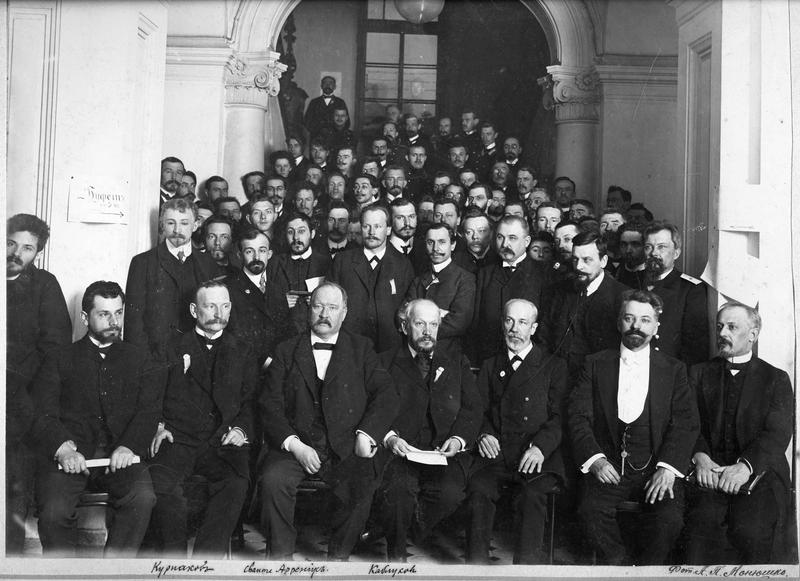
Teilnehmer des 1. Mendelejew-Kongresses, St. Petersburg 1907: N. A. Puschin, N. S. Kurnakow, S. Arrhenius, I. A. Kablukow, A. A. Krakau, P. D. Woinarowski, A. A. Jakowlew (1. Reihe von links)

1909 wurde Puschin nach Verteidigung seiner Dissertation an der Universität Moskau zum Magister der Chemie promoviert und zum Professor am  ETI ernannt. Er lehrte Anorganische Chemie und Physikalische Chemie sowie Theoretische und Angewandte Elektrochemie. Nun untersuchte er die Gewinnung von Aluminium durch Elektrolyse von Aluminiumoxidschmelzen. 1913 erhielt er als Erster 400 g Aluminium aus russischem Erz, wofür er den Iljenkow-Preis erhielt. Er wurde Mitglied des Rates des ETI und Mitherausgeber der Mitteilungen der Chemie-Gesellschaft. Zu seinen Schülern gehörten Ilja Grebenschtschikow, Maximilian Maksimenko und Pjotr Antipin.
Während des Ersten Weltkrieges beteiligte er sich an der Organisation der Produktion von optischem Glas und von Chlor und seinen Verbindungen. Er schrieb Aufsätze über den Gaskrieg und die Folgen für die Bevölkerung. Für seine Verdienste erhielt er eine goldene Uhr mit Saphiren und mehrere Orden (russischer Sankt-Stanislaus-Orden III. Klasse, Russischer Orden der Heiligen Anna III. und II. Klasse, Orden des Heiligen Wladimir IV. Klasse).
Nach der Oktoberrevolution emigrierte Puschin 1918 nach Jugoslawien. 1920 wurde er Professor an der Technik-Fakultät der Universität Belgrad. 1921 wechselte er an die Universität Zagreb. 1928 kehrte er an die Universität Belgrad zurück. 1947 wurde er Korrespondierendes Mitglied der Serbischen Akademie der Wissenschaften. Seine 56 Veröffentlichungen erschienen auf Deutsch, Englisch, Serbokroatisch und Russisch.
Puschin wurde auf dem Neuen Friedhof in Belgrad begraben.